# Шван, Эдуард
Эдуа́рд Шван (нем. Eduard Schwan; 12 апреля 1858, Гисен — 27 июля 1893, там же) — немецкий филолог, специалист по романским языкам.

## Биография
Родителями Эдуарда Швана были гиссенский трактирщик Герман Шван и его жена Вильгельмина Ибург. После окончания школы в Гиссене Шван учился в Риме, Гиссене, Страсбурге, Париже и Бреслау. Он получил докторскую степень в Страсбургском университете в 1880 году, защитив диссертацию о Филиппе де Реми и его произведениях (Romanische Studien, Bonn, 1880, №4). В 1884 году опубликовал написанную в соавторстве с Альфредом Тоблером работу Die altfranzösischen Liederhandschriften, ihr Verhältnis, ihre Entstehung und ihre Bestimmung. Eine literarhistorische Untersuchung (с нем. — «Старофранцузские песенные рукописи, их взаимосвязь, происхождение и судьба. Литературно-историческое исследование», Berlin, 1886), после чего получил место приват-доцента в Берлинском университете. После краткой работы в качестве заменяющего профессора в Грайфсвальдском университете, Шван сменил Дитриха Беренса на посту доцента романской филологии в Йенском университете в 1891 году. Его сменил Вильгельм Клоэтта. Написанная Швайном и продолженная Дитрихом Беренсом грамматика старофранцузского языка "Schwan-Behrens" была одним из самых известных учебников по романской филологии на протяжении почти столетия.